# Microsoft Lumia 535
Il Microsoft Lumia 535 è il primo smartphone della gamma Lumia ad avere il marchio  Microsoft. 
È uno smartphone entry level, con 1 GB di ram e 8 GB di memoria interna. Ha un display IPS di 5" montante un vetro Gorilla Glass 3 della Corning.
Presenta problemi di touchscreen soprattutto nelle prime versioni, dalla revisione 5 il tutto, si è parzialmente risolto, anche se alcuni dei difetti erano già stati corretti tramite bugfix software e già dalla revisione 3. L'ultimo aggiornamento tuttavia non risolve ancora totalmente il problema.
In esclusiva per il mercato italiano è stato commercializzato il successore Lumia 540.